# PR-5 Wiewiór +
PR-5 Wiewiór + – polski bezzałogowy aparat latający (UAV) zbudowany przez studentów Politechniki Rzeszowskiej. 

## Historia
Nad projektem pracowało 12 członków Studenckiego Koła Naukowego Lotników. Jedną z cech tego aparatu latającego jest modułowość konstrukcji i łatwość montażu (potrzebny czas ok. 5 minut).
W roku 2011 Komisja ds. Transportu Unii Europejskiej uznała, że samolot bezzałogowy PR-5 Wiewiór + jest najlepszym studenckim projektem lotniczym w latach 2006-2011. Ponadto samolot jest trzykrotnym zdobywcą głównej nagrody na ogólnopolskim konkursie bezpilotowców.

## Konstrukcja
UAV PR-5 Wiewiór + jest rozwinięciem wcześniejszego projektu studentów Politechniki Rzeszowskiej o nazwie PR-5 Wiewiór. Główne zmiany dotyczyły:
- zmiany geometrii dziobowej części kadłuba, która zawiera głowicę obserwacyjną
- zmiany struktury płatowca – zastosowanie konstrukcji przekładkowej z wypełniaczem ulowym
- zastosowanie katapulty, która wspomaga start aparatu.

PR-5 Wiewiór + w całości wykonany jest z kompozytów. Napędzany jest dwoma silnikami elektrycznymi AXI 2820-12, które napędzają śmigła. Silniki zasilane są z akumulatora Li-Po Dualsky o pojemności 5000 mAh. Aparat wyposażony w mikrokontroler Silicon Laboratories C8051F040, będący głównym elementem systemu zbierania i transmisji danych. Ponadto samolot posiada system rozpoznania, który stanowi kamera firmy Novus oraz aparat cyfrowy.
W konstrukcji aparatu zastosowano system ratunkowy w postaci spadochronu (krzyżowy lub pierścieniowy).
Koszt projektu szacowany jest na ok. 30 000 zł.